# Ingaladhal, Devadurga
Ingaladhal là một làng thuộc tehsil Devadurga, huyện Raichur, bang Karnataka, Ấn Độ.